# Sebastiano Antonio Pighini
Sebastiano Antonio Pighini (Arceto, 17 de setembro de 1500 - Roma, 23 de novembro de 1553) foi um cardeal do século XVI

## Biografia
Nasceu em Arceto em 17 de setembro de 1500. Filho de Grazio Pighini e Caterina Vigarani. Seu sobrenome também está listado como Pelgini.
Estudou direito..
Clérigo de Reggio. Cânon do capítulo da catedral de Cápua. Auditor da Sagrada Rota Romana. Capelão de Sua Santidade. Internúncio perante o imperador Carlos V..
Eleito bispo de Alife, em 27 de agosto de 1546. Consagrado, em 21 de dezembro de 1546, na catedral de Trento, pelo cardeal Giovanni Maria Ciocchi del Monte, bispo de Palestrina, legado do Concílio de Trento. Chegou ao Concílio de Trento em 13 de janeiro de 1547; presidente do conselho durante a sua celebração em Bolonha, 12 de março de 1547 até 10 de novembro de 1549. Transferido para a sé de Ferentino, 4 de junho de 1548. Promovido à sé metropolitana de Siponto (Manfredonia), em 30 de maio de 1550. Núncio perante o imperador Carlos V, de agosto de 1550 a abril de 1551. Datário de Sua Santidade, 1550 a 1552..
Criado cardeal sacerdote e reservado in pectore no consistório de 20 de novembro de 1551; publicado no consistório de 30 de maio de 1552; recebeu o chapéu vermelho e o título de S. Calisto, em 27 de junho de 1552. Vigário papal de todos os tribunais de Roma. Nomeado administrador da Sé de Adria, 11 de dezembro de 1553.
Morreu em Roma em 23 de novembro de 1553. Sepultado na igreja de S. Maria del Popolo, Roma.